# Honda VF 1000
La Honda VF 1000 è un motociclo prodotto dalla casa motociclistica giapponese Honda tra il 1984 e il 1988.

## Descrizione

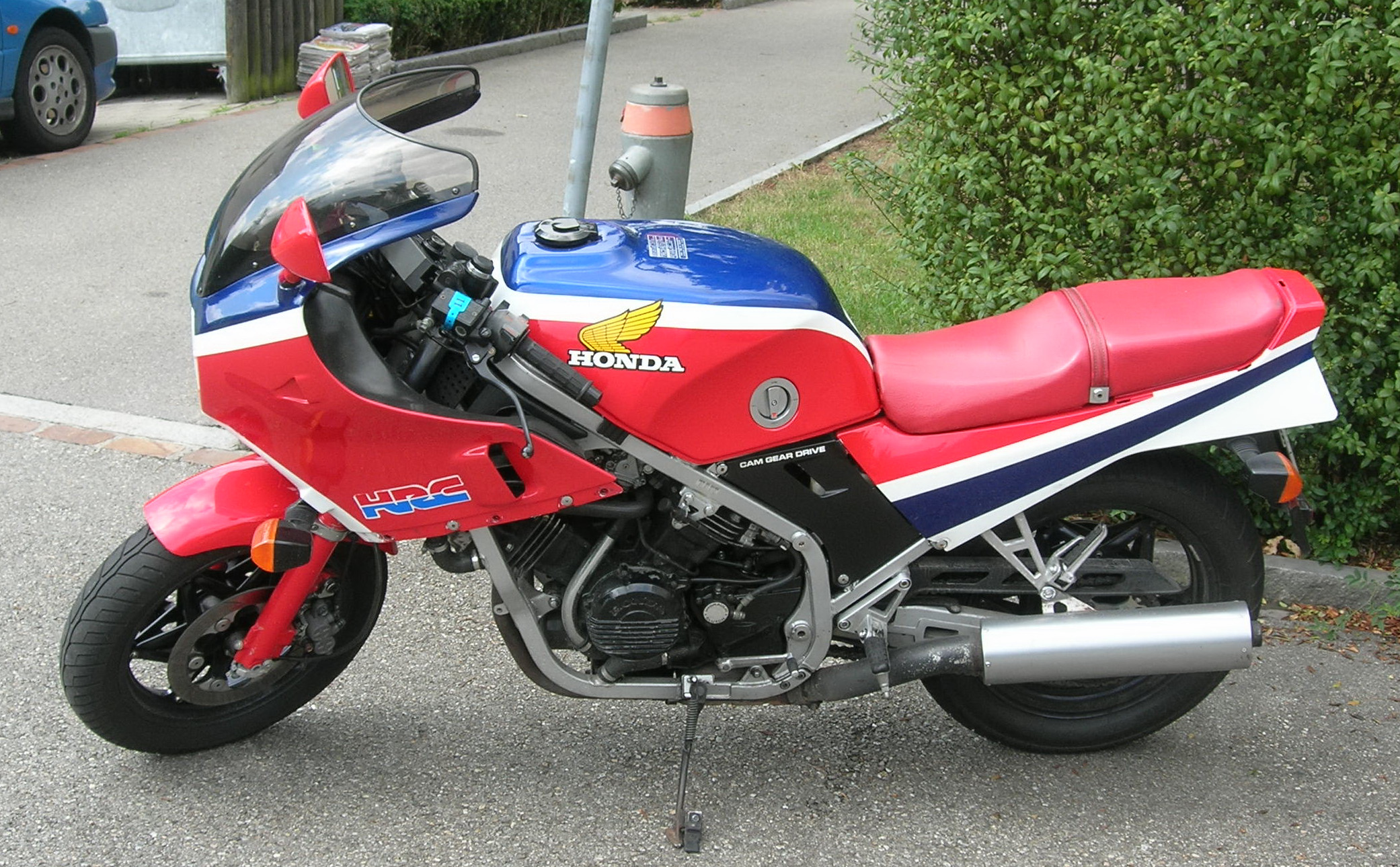
VF 1000 R

La moto è una sportiva della famiglia VF, dotata di un propulsore dalla cilindrata di 998 cm³ a quattro cilindri. La VF1000 prende il nome dal suo motore V4 avente angolo tra le bancate di 90° con distribuzione a doppio albero a camme in testa con 16 valvole. I quattro cilindri hanno un alesaggio di 77 mm e una corsa di 53,6 mm, con un rapporto di compressione di 10,7:1. La moto monta un doppio impianto di scarico, con la frizione che è azionata idraulicamente. 
C'erano tre modelli principali nella gamma VF1000, la VF 1000F (noto anche come Interceptor), la VF 1000R e la VF 1000F2.